# Jorge Ubico Castañeda
Este artículo corresponde a la biografía de Jorge Ubico; para los detalles del gobierno de este presidente guatemalteco véase: Gobierno de Jorge Ubico.
Jorge Ubico Castañeda (Ciudad de Guatemala, 10 de noviembre de 1878-Nueva Orleans, 14 de junio de 1946) fue un militar,  dictador y político guatemalteco, que se desempeñó como Presidente de Guatemala entre 1931 a 1944.
Previamente fungió como jefe político de la Verapaz y de Retalhuleu; así como ministro de Fomento durante el gobierno de Manuel Estrada Cabrera. Se postuló a la presidencia de Guatemala en 1926, pero perdió las elecciones. Finalmente alcanzó la presidencia en 1931 y se mantuvo en el puesto hasta el 1 de julio de 1944. Sostuvo su mandato por medio de un régimen totalitario, de una Asamblea Nacional Legislativa totalmente supeditada a sus designios y del apoyo político y económico de la United Fruit Company (UFCO) de los Estados Unidos. Se lo conoce por haber sido el último gobernante liberal autoritario en América Latina y por haber mantenido la criminalidad común en el país al mínimo durante su gobierno.A pesar de alguna animadversión realizó obras enormes que aún siguen en pie, como el Palacio Nacional, edificio de correos, el denominado Palacio de la Policía Nacional, así como haber pagado toda la deuda externa del país.

Tras una serie de protestas de parte de la población urbana guatemalteca contra su gobierno, y especialmente de estudiantes de la Universidad de San Carlos de Guatemala, se vio obligado de renunciar el 1 de julio de 1944, dejando en su lugar a un triunvirato militar formado por los generales Eduardo Villagrán Ariza, Buenaventura Pineda y Federico Ponce Vaides.

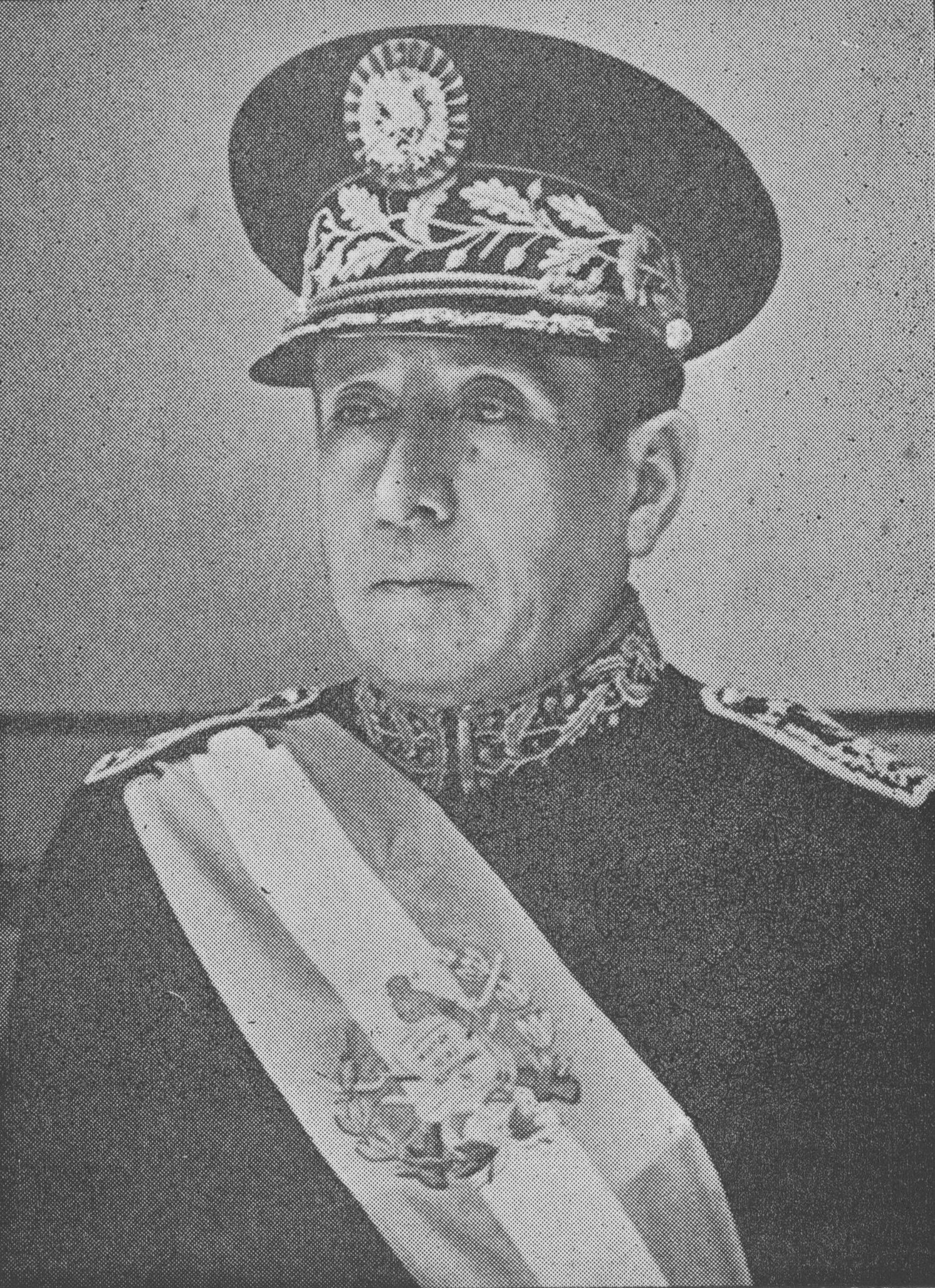
Federico Ponce

Ubico y su esposa se refugiaron en su casa de habitación en el Centro Histórico de la Ciudad de Guatemala, pero tras la Revolución del 20 de octubre de 1944 que derrocó al presidente Ponce Vaides, se embarcaron hacia Nueva Orleans, Estados Unidos —sede de la UFCO—. Ubico murió en el exilio el 14 de junio de 1946.

## Biografía

### Primeros años

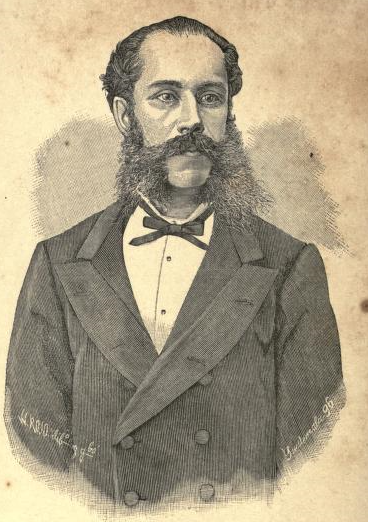
Licenciado Arturo Ubico Urruela, padre de Ubico Castañeda.
Grabado de El Educacionista

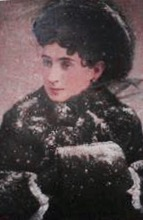
Matilde Castañeda de Ubico, madre del general Jorge Ubico.

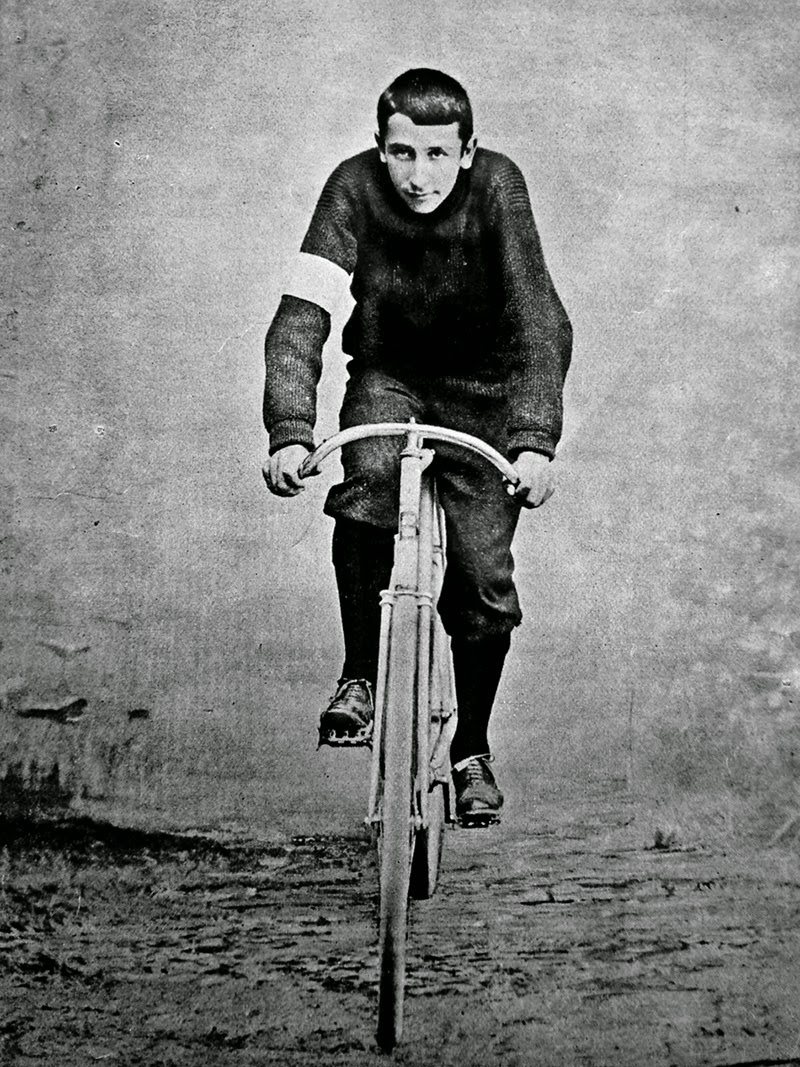
Jorge Ubico a los 15 años montando su bicicleta, con la que ganó varias competencias en agosto de 1896. Foto de Alberto G. Valdeavellano.

Ubico nació el 10 de noviembre de 1878, en la ciudad de Guatemala, hijo de Arturo Ubico Urruela —abogado y político guatemalteco, activista del Partido Liberal de Guatemala y presidente de la Asamblea Nacional Legislativa durante gran parte de los veintidós años del gobierno de Manuel Estrada Cabrera— y de Matilde Castañeda. Sus padrinos de bautismo fueron el presidente Justo Rufino Barrios y la primera dama Francisca de Barrios. Su pertenencia a la clase acomodada le permitió asistir a las instituciones educativas más prestigiosas del país, recibiendo educación complementaria en escuelas militares de Estados Unidos y Europa. En Guatemala ingresó en la Escuela Politécnica, pero no terminó sus estudios militares.
En 1896, la revista literaria La Ilustración Guatemalteca —que fue pionera en los reportajes sobre ciclismo en Guatemala— le dedicó un reportaje tras haber ganado varias carreras en las competencias que se realizaron en el Hipódromo del Norte del 13 al 16 de agosto de ese año. El artículo mencionaba las condiciones adversas que los competidores tuvieron que enfrentar por el mal estado de la pista: «Ya habíamos anticipado en nuestras notas anteriores que la pista del hipódromo se encuentra en muy malas condiciones para las llantas neumáticas, y por esto esperábamos que, encontrando los ciclistas gran obstáculo en la arena floja, las carreras habrían de ser de resistencia y no de velocidad. Sin embargo, ciclista ha habido que corra las mil varas que mide la pista en menos de sesenta y cinco segundos [...].» Ubico venció en las carreras del 13, 14 y 16 de agosto, usando una bicicleta «White Flyer» y frente a una respetable cantidad de aficionados que lo declaró como el campeón ciclista de Guatemala. De acuerdo con el reportaje de La Ilustración Guatemalteca, Ubico Castañeda, quien para entonces tenía dieciséis años, también destacaba en natación, equitación, gimnasia, tiro al blanco y en el uso del florete y la espada.

### Incursión en la política

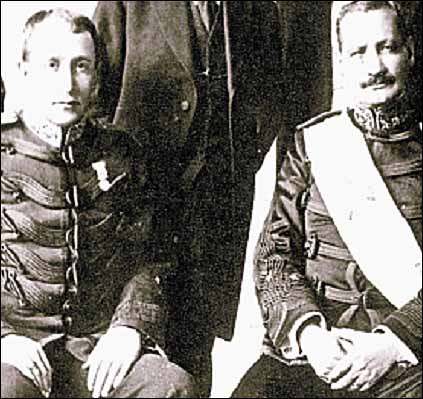
Los generales José María Orellana (derecha) y Jorge Ubico (izquierda) tras el golpe de Estado de 1921. Orellana nombró a Ubico jefe de la Policía Secreta.

En 1897 fue nombrado jefe político en grado de segundo teniente de infantería para Tactic, Alta Verapaz. Fue allí donde se desarrolló como militar y ascendió rápidamente, a través de todos los rangos, hasta convertirse en general de brigada a los veintiocho años de edad. Luego fue gobernador de Retalhuleu, cargo en el cual siguió la línea militar del gobierno de Estrada Cabrera. El 14 de marzo de 1905 se casó con Marta Lainfiesta y Dorión y en 1915, ganó un concurso internacional de ciclismo, ya que le apasionaban las competiciones de ese deporte, además de las motocicletas y los caballos. En 1906 participó en la Guerra de Totoposte con el grado de teniente coronel, se distinguió como administrador capaz, efectivo y autoritario, en 1923 acepta la Secretaría de Guerra.
En enero de 1920 fue nombrado ministro de Fomento por Manuel Estrada Cabrera, pero renunció cuando la Asamblea General Legislativa declaró mentalmente incompetente a aquel gobernante. Ubico dijo entonces que se desligaba de un gobierno «tiránico».

### Junta militar de 1921
En 1921 participó en la junta militar que instaló al general José María Orellana en la presidencia del país tras el derrocamiento del presidente Carlos Herrera y Luna. Con Orellana alcanzó el grado de general de división y fue nombrado para ser el primer designado a la presidencia y jefe de la policía secreta en 1922, si bien un año más tarde renunció a su cargo y se desligó temporalmente del ejército.
Sin embargo, Ubico regresó pronto a la política, pues se creía destinado a llevar a Guatemala al desarrollo y al progreso. Por esa razón envió varias propuestas de ley al Congreso, algunas de las cuales fueron aprobadas; a pesar de ello, tras algunas desavenencias con el general Orellana, pasó a la oposición hasta la muerte de este en 1926. Cuando el sucesor de Orellana, el general y presidente interino Lázaro Chacón, convocó elecciones, Ubico fundó el Partido Liberal Progresista y participó en contra del mismo Chacón en dicho proceso. No obstante, fue derrotado.

## Ascenso al poder
Luego de su derrota electoral, se retiró a la vida privada. En 1930, Guatemala se veía envuelta en cierta inestabilidad tras la renuncia de Lázaro Chacón. Ubico se involucró nuevamente en la política. El presidente interino Baudilio Palma fue derrocado y asesinado en un golpe militar por el general Manuel María Orellana Contreras, primo del fallecido expresidente José María Orellana, pero este gobierno no fue reconocido por Estados Unidos, a instancias de la United Fruit Company, que entonces ya tenía fuertes invasiones en Guatemala derivadas de las concesiones otorgadas durante el gobierno de Estrada Cabrera.
La Asamblea Nacional Legislativa designó a José María Reina Andrade, ministro de Gobernación durante buena parte del gobierno de Estrada Cabrera, y este inmediatamente convocó elecciones, a las cuales se presentó Ubico como único candidato.

## Gobierno

Presidente Ubico durante su primer período de gobierno.

Una vez en la presidencia, Ubico asumió poderes autoritarios. Mantuvo una asamblea legislativa fiel a sus órdenes. Uno de sus principales objetivos fue lograr una reorganización de la Administración Pública, para lo cual nombró a varios allegados, los llamados ubiquistas, en posiciones clave del Gobierno, entre ellos el coronel Roderico Anzueto, que ocupó el cargo de jefe de la Policía.
El régimen de Ubico se caracterizó por los intentos de este de estabilizar las finanzas del Estado, para lo cual redujo el gasto público. También fue significativo su impulso a la construcción de obra pública, especialmente carreteras, en beneficio de la actividad cafetalera, dominada por inmigrantes alemanes en la Verapaz (donde había sido jefe político). Para la construcción de carreteras empleó trabajo forzado de indígenas, que eran vigilados por el departamento militar de diseño y construcción de carreteras y reclutados a la fuerza mediante la Ley de Vagancia. Su administración fue útil para el monopolio bananero de la UFCO, que se benefició con la política estadounidense para América Central durante la Segunda Guerra Mundial y había apoyado el ascenso de Ubico al poder.

### Gobernación
Según Efraín de los Ríos, el gobierno de Ubico se caracterizó por el uso de métodos típicos de regímenes autoritarios: reprimió duramente a la oposición de cualquier índole (especialmente la de tinte comunista o democrático), envió al paredón de fusilamiento a los opositores internos de su partido e impuso censura a la prensa, de modo que toda noticia debía ser autorizada previamente por él un día antes de su publicación. Además, hizo cambios al artículo 66 de la Constitución para prolongar su permanencia en la presidencia.
Ubico reprimió fuertemente la delincuencia en los centros urbanos. Conforme a su reporte de gobierno de 1936, los asesinatos y homicidios descendieron de 184 en 1932 a 39 en 1935 y otros delitos habían descendido en más de un cincuenta por ciento. También utilizó la denominada «ley de fuga», por medio de la cual los acusados de delitos políticos eran ejecutados extrajudicialmente en un lugar conocido como La Barranquilla, cercano al lugar donde en 1950 se construyó el estadio Mateo Flores en la capital, o bien en las inmediaciones de la Penitenciaría Central de Guatemala. También combatió la corrupción del Estado con la creación de la Contraloría General de Cuentas de la Nación y del Tribunal de Cuentas. De esta manera comenzó a castigarse con cárcel el robo del erario público. Luego presionó a la Asamblea Legislativa a decretar una donación para él mismo, de doscientos mil dólares de la época, por sus contribuciones a la patria.

### Entorno internacional

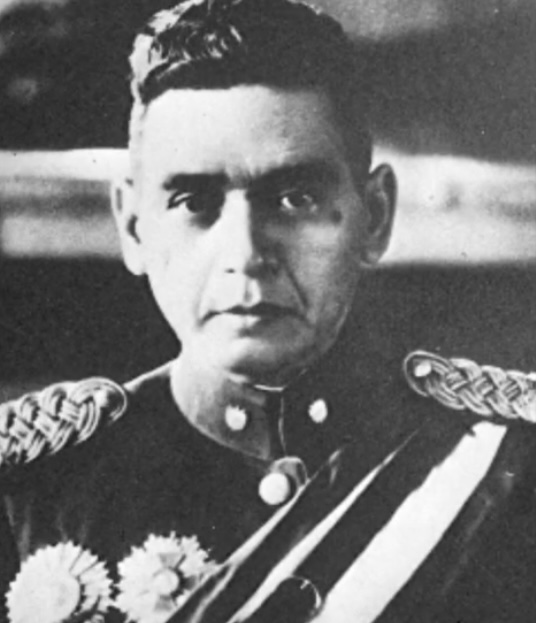
General de brigada General Maximiliano Hernández Martínez. De El Salvador; Martínez y Ubico se convirtieron en rivales en una contienda diplomática por el apoyo en todo el istmo. Después de algunos años de continua rivalidad, Martínez y Ubico se unieron a los líderes de Nicaragua, Honduras y Costa Rica en una distensión en la que cada uno acordó evitar movimientos rebeldes contra sus vecinos, reconociendo así que ninguno podía ganar ascendencia. Este acuerdo dio lugar al mito de una Liga de Dictadores Centroamericanos

El gobierno de Ubico se inició poco después de la Gran Depresión de Estados Unidos. Asimismo, en 1933, Adolf Hitler tomó el poder en Alemania, seis años antes del estallido de la Segunda Guerra Mundial. En 1932, en El Salvador ocurrió una rebelión de campesinos guiada por preceptos marxistas que a la postre fue aplastada. Con la finalidad de prevenir revueltas similares en Guatemala, Ubico ordenó el arresto y la detención de líderes del partido comunista; además, tras la captura de estos, se cerraron los espacios políticos e incluso, algunos partidos pasaron a la clandestinidad hasta después de la caída de Ubico. Honduras y Nicaragua también estaban regidos por las férreas dictaduras de Tiburcio Carías Andino y Anastasio Somoza, respectivamente, y en la República Dominicana regía el «generalísimo» Rafael Leónidas Trujillo, aliado incondicional de Estados Unidos.

### Los alemanes en la Verapaz

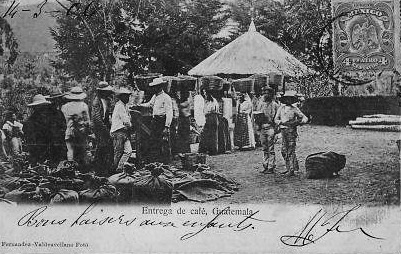
Entrega del café en las fincas cafetaleras de los alemanes.

Durante el período del Tercer Reich (1933-1945) en Alemania, que coincidió temporalmente casi por completo con el régimen de Ubico, hubo rumores que suponían que los alemanes en la Verapaz querían establecerse como una «nueva Alemania» con la política nacionalsocialista de Hitler. Los alemanes habían adquirido terrenos, manzanas, casas y fincas gracias a las concesiones de los presidentes liberales que gobernaron de 1885 a 1920 en Guatemala, y gozaron de privilegios durante el gobierno dictatorial del general Jorge Ubico, que simpatizaba con las políticas de Benito Mussolini en Italia, Francisco Franco en España y Adolf Hitler en Alemania. En 1941, en una visita a España, recibió la Orden de Isabel la Católica en grado de Collar del gobierno español.

Un incidente que afectó la existencia de la comunidad alemana verapacense fue cuando entre 1935 y 1936, el Tercer Reich pidió votar a sus ciudadanos sobre la anexión de Austria a Alemania: un barco alemán ancló en Puerto Barrios para efectuar la actividad y quienes asistieron fueron «fichados» como simpatizantes del régimen nazi.

#### Influencia fascista en Guatemala
En 1933, se abrió en la Ciudad de Guatemala una sede del Partido Nazi —denominada «Deutsches Haus» o también «Casa del Partido»— sin embargo, meses después también se abrieron otras sedes en las cabeceras departamentales de Quetzaltenango, Cobán, Retalhuleu, Mazatenango y Puerto Barrios, además se estableció la Asociación de Trabajo de la Mujer Alemana. En 1935, alemanes simpatizantes del gobierno nazi se hicieron con el control del periódico alemán Deutsche Zeitung fundado en 1932 por inmigrantes de la misma nacionalidad.
Ese mismo año, se instauraron las Juventudes Hitlerianas en el Colegio Alemán en Guatemala, en donde se practicaba el saludo nazi y se divulgaban las doctrinas raciales del nazismo, haciendo caso omiso que esa institución tenía estudiantes de origen judío. Los grupos simpatizantes con la Alemania nazi también celebraban fechas importantes como el cumpleaños de Hitler, el ascenso de Hitler al poder y el Día del Trabajo, no obstante, algunos alemanes residentes en Guatemala que se habían establecido en el siglo XIX, tuvieron conflictos con los germanos simpatizantes del régimen. En noviembre de 1936 Guatemala reconoció a Franco, al igual que hicieron entonces Nicaragua y El Salvador, su telegrama de felicitación a Franco fue recibido en Madrid por los republicanos. En 1937, el canciller alemán Adolf Hitler envió una carta de felicitación a Ubico.
Cuando la Sociedad de Naciones condenó la guerra ítalo-etíope, Ubico retiró al representante de Guatemala de la Sociedad de las Naciones. La palabra «trabajadores» fue suprimida durante su régimen. En 1936, se estableció la Orden del Quetzal, y en 1937, le fue conferida a Benito Mussolini. El embajador de la Italia fascista en Guatemala se convirtió en uno de sus asesores. El régimen de Mussolini le otorgó a Ubico, 180 ametralladoras Beretta, 60 ametralladoras antiaéreas y 70 armas de origen italiano.
En 1937, alrededor de 3.000 alemanes vivían en Guatemala. En 1938, el periódico Crítica de Buenos Aires publicó un reportaje que indicaba la construcción de campos de aviación alemanes en Guatemala, sin embargo, esta afirmación no era acertada.
El 4 de septiembre de 1939, Ubico declaró la neutralidad terminante de Guatemala. El 11 de diciembre de 1941, Guatemala declaró la guerra al Reich alemán, así como promulgó la expropiación de los bienes de los alemanes, en buena parte presionado por el gobierno de Estados Unidos.

#### Durante la Segunda Guerra Mundial

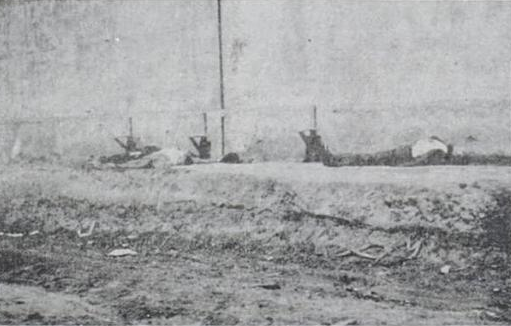
Fusilamiento de Eduardo Felice Luna, Cayetano Asturias –pariente de Miguel Ángel Asturias– y Juan Emilio Blanco durante los primeros días de ascenso al poder del General Ubico Castañeda.

La tensión se incrementó en 1939 con el inicio de la Segunda Guerra Mundial tras la invasión alemana de Polonia, y llegó a un punto crítico cuando Japón atacó la base militar estadounidense de Pearl Harbor, lo que precipitó el ingreso de los Estados Unidos en el conflicto. Estos últimos tenían una gran influencia en el gobierno guatemalteco, gracias a las concesiones otorgadas a las empresas norteamericanas como la United Fruit Company, que tenía el monopolio de la exportación de banano y por el que prácticamente no pagaba impuestos a Guatemala, y el transporte por ferrocarril por medio de su subsidiaria International Railroads of Central America (IRCA). La frutera era el pilar más fuerte del gobierno de Ubico y formaba parte de la política estadounidense que se había iniciado con el presidente Theodore Roosevelt durante las negociaciones con Colombia para la construcción del Canal de Panamá en 1903. Como consecuencia, los Estados Unidos obligaron al presidente Jorge Ubico a expulsar a los alemanes de Guatemala y a intervenir todas sus propiedades. Los alemanes varones se vieron obligados a abandonar el país e ingresar en las filas del Ejército alemán. El historiador guatemalteco Francis Polo Sifontes cuenta que durante la Segunda Guerra Mundial muchos alemanes fueron llamados para prestar servicio militar en su país. Después de la guerra, algunos quedaron recluidos en los campos de concentración de Rusia, y otros alegaron ser guatemaltecos para evitar la prisión.

### Economía
A causa de los efectos de la Gran Depresión —que provocó una grave crisis del sistema capitalista a nivel mundial—, la economía de Guatemala sufrió la caída de los precios de su principal producto de agroexportación: el café. De ese modo, para asegurar el cultivo, se buscó la permanencia de abundante mano de obra gratuita y semigratuita en las fincas cafetaleras con el fin de minimizar costos y mantener ganancias. Esto significó un régimen que no toleraba ninguna oposición, así como la implementación de la Ley contra la Vagancia, que incrementó la disponibilidad de mano de obra indígena.

#### Ley contra la Vagancia
El 7 de mayo de 1934 se derogó el Reglamento de Jornaleros, instituido durante el gobierno de Justo Rufino Barrios y uno de los principales motores económicos de los terratenientes liberales. A los tres días, en sustitución de este reglamento, en el Decreto 1996 se promulgó la Ley contra la Vagancia y la Ley de Vialidad. Por medio de esta ley se tenía por «vagos» a los jornaleros indígenas que no pudieran demostrar haber prestado servicios por montos de entre cien y ciento cincuenta jornales en las fincas de los terratenientes, por lo cual se los enviaba a romper piedra a los caminos sin paga alguna. De esta forma, ya no había necesidad de retenerlos en las fincas a la fuerza, pues a partir de entonces, con tal de evitar el trabajo en los caminos, se ofrecían voluntariamente para trabajar como jornaleros.

#### La United Fruit Company

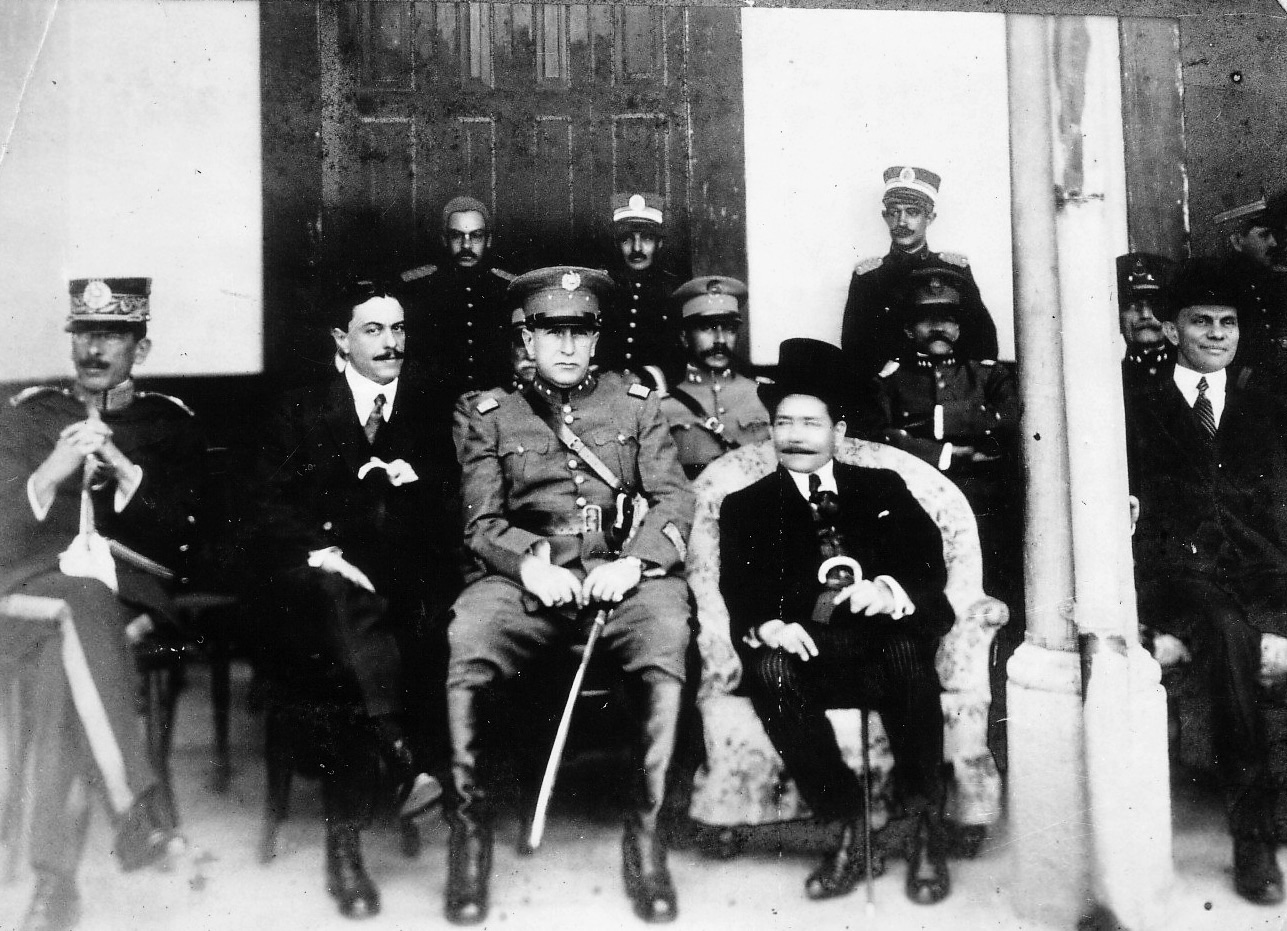
El general Ubico con algunos de sus colaboradores.

La United Fruit Company (UFCO) apoyó al general Ubico en su ascenso al poder, de modo que el presidente se convirtió en un instrumento de la multinacional. El servicio ferroviario nacional y el servicio portuario de Puerto Barrios estaban bajo la concesión otorgada a la International Railways of Central America (IRCA), controlada por la UFCO, la cual fijaba tasas muy altas en el transporte y no reportaba utilidades al Gobierno. La UFCO prácticamente se convirtió en un Estado dentro de otro Estado gracias a la generosa concesión de extensas tierras de plantación en la región costera del Pacífico, sobre todo en Tiquisate, así como a la exención de impuestos, la importación libre de aranceles de todos los bienes necesarios, la garantía de bajos salarios para sus empleados y la concesión de la explotación de servicios públicos como el ferrocarril. Asimismo, la transnacional estadounidense era dueña de la única flota de cargueros con acceso a Puerto Barrios: la Great White Fleet. Por otro lado, la producción y distribución de energía eléctrica estaba monopolizada por otra empresa estadounidense: la Electric Bond & Share.
El modus operandi de la UFCO fue expuesto en la una conversación que aparece en la obra de teatro El tren amarillo por el autor guatemalteco Manuel Galich, exministro de Educación y embajador de los gobiernos revolucionarios de Juan José Arévalo y Jacobo Arbenz Guzmán.

#### Pago de la deuda inglesa

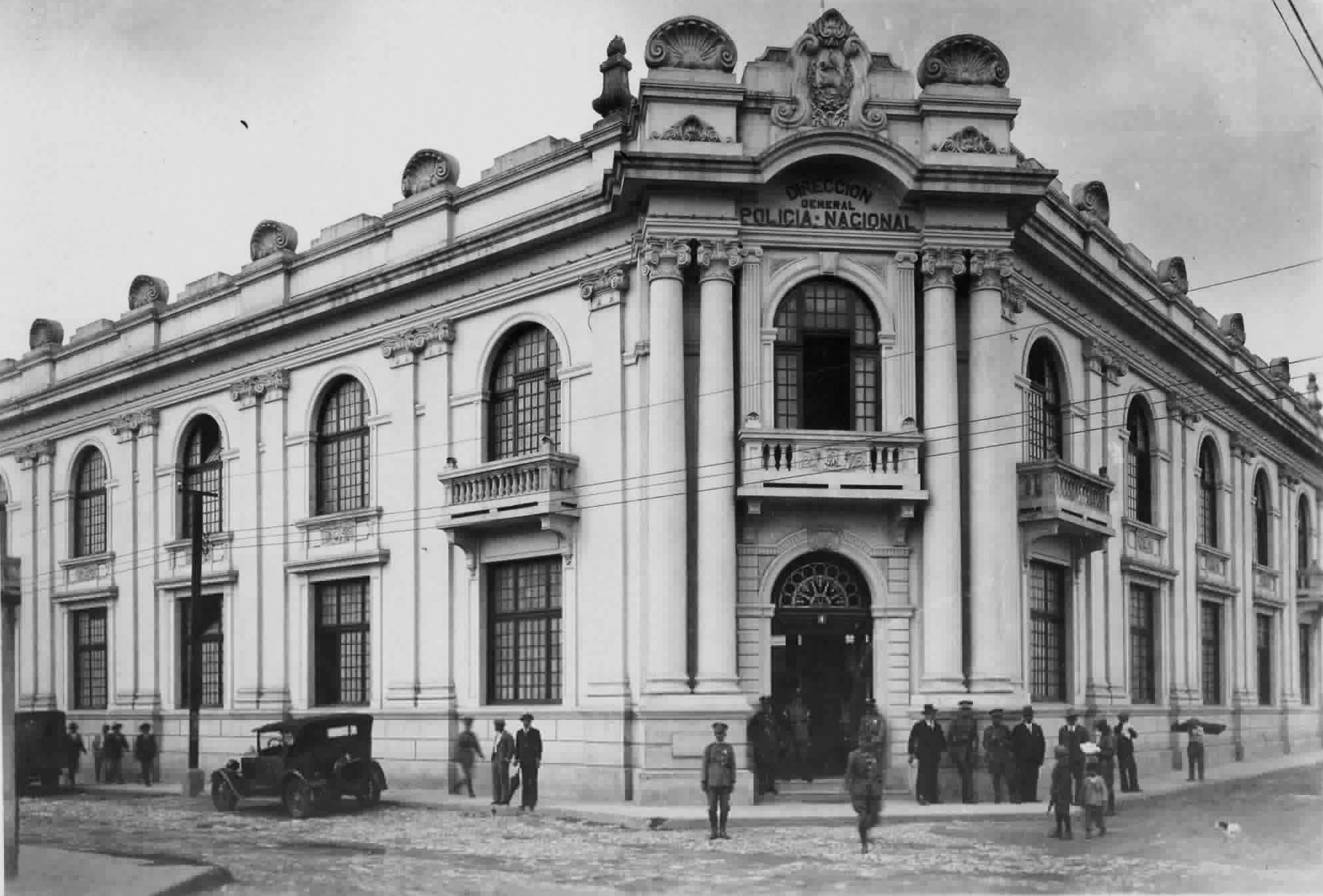
Dirección general de la Policía Nacional durante el régimen de Ubico. El director de la policía era el coronel Roderico Anzueto, amigo personal del presidente.

Hacia el final de la gestión de Ubico, cuando este ya había decidido renunciar, pagó la deuda adquirida con el Reino Unido tras el fracaso de la Exposición Centroamericana de 1897, durante el gobierno de José María Reyna Barrios. Esta deuda fue la principal causa de que el gobierno de Estrada Cabrera buscara el apoyo militar y político de Estados Unidos, con el fin de defenderse ante una invasión británica para cobrarla. Ubico esperó hasta el último momento para saldarla, ya que no confiaba en que su sucesor, quienquiera que fuera, la sufragara.
Otorgó a los terratenientes cafetaleros y a la UFCO inmunidad criminal en el Decreto 2795, que textualmente dice: «Estarán exentos de responsabilidad criminal los propietarios de fincas...».

### Educación

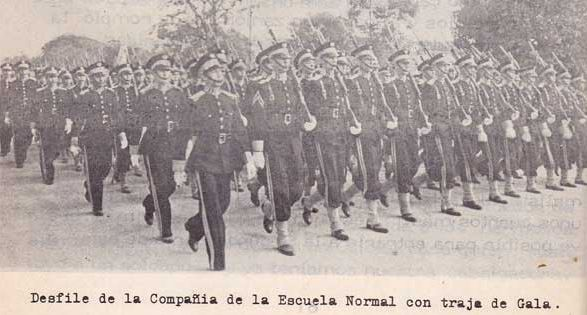
Estudiantes de la Escuela Normal para Varones desfilando el 30 de junio en 1939. En ese tiempo, la escuela estaba militarizada.

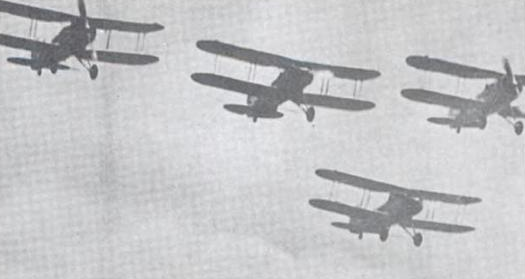
Fuerza Aérea de Guatemala durante el gobierno del general Ubico.

Cuando Jorge Ubico tomó la presidencia en 1931, acabó con todas las novedades en materia educativa y dificultó seriamente las condiciones para el magisterio nacional. El proyecto educativo permaneció postergado hasta que fue retomado por el Gobierno de Juan José Arévalo —beneficiario de una de las becas que el gobierno otorgó y que le permitió doctorarse en Argentina—. Arévalo llevó a cabo todos los cambios que Chacón solamente pudo intentar. El pedagogo Luis Martínez Mont, amigo personal de Arévalo que había regresado a Guatemala tras culminar sus estudios avanzados en psicología infantil en Suiza con el famoso especialista Jean Piaget, se hizo cargo de la dirección de las escuelas normales del país. Finalmente, Ubico mantuvo la Universidad Nacional dentro de la jurisdicción del Ministerio de Instrucción Pública, eliminando incluso la autonomía para elegir sus autoridades y derogó la Ley de Educación impulsada por el presidente Lázaro Chacón.
El 27 de abril de 1932, el Ejecutivo emitió el decreto 1264 por el cual se establecía especialmente el pago de cuotas en la enseñanza secundaria. El referido decreto aduce razones de carácter económico y considera que «por otra parte, el Estado tiene obligación de costear solo la instrucción primaria, por ser base imprescindible y de suma necesidad para la preparación del pueblo y el ensanche de la cultura nacional».
Aplicó las siguientes medidas:

Escudo de armas de Jorge Ubico con la Orden de Isabel la Católica.

- Prohibió el trabajo magisterial a la mujer casada.
- Fomentó la delación y el espionaje entre los maestros, tácticas que ya habían sido utilizadas antes en Guatemala, durante el gobierno de Estrada Cabrera.
- Promovió numerosos actos públicos de felicitación al presidente y al Partido Liberal Progresista. En los desfiles marchaban también los maestros portando uniforme al estilo militar y sujetos a una drástica disciplina.
- Redujo las jubilaciones de algunos maestros retirados a cantidades de hasta dos quetzales mensuales, que por ende resultaban insuficientes para subsistir; en esos años, los maestros ganaban al menos quince quetzales al mes.
- Organizó mediatizadas exposiciones escolares.
- Implantó la educación militarizada en los centros de secundaria y semimilitarizada en los de primaria. Los primeros se encontraban sujetos a un régimen semimilitar desde el año de 1932, nombrándose como inspectores a militares que tenían generalmente el grado de tenientes capitanes; el inspector general de cada establecimiento tenía un grado que oscilaba entre el de mayor y el de coronel. Los medios disciplinarios que empleaban consistían en arrestos, plantones y expulsiones temporales y definitivas.
- Al principio de su gobierno, debido a los efectos de la Gran Depresión de 1929, pospuso la construcción de nuevas escuelas primarias públicas y decretó la reparación de las ya existentes. No obstante, esto cambió hacia 1943, cuando comenzó a fomentar la construcción.
- Invirtió grandes sumas de dinero en miles de uniformes escolares y banderas de colores.
- Promovió concursos atléticos interescolares. La educación física fue objeto de un gran incremento que era por lo general apreciado en los aniversarios de la independencia patria —15 de septiembre— y de la Revolución Liberal —30 de junio—.

En 1939 el ejecutivo dictó un decreto por el cual se disponía la militarización de toda la enseñanza secundaria, incluyendo las escuelas normales. Se nombraron militares de alta graduación como directores de todos los establecimientos y el número de alumnos se redujo a lo que es en lenguaje militar una compañía. Un cuerpo de oficiales tenía a su cargo el mantenimiento de la disciplina, en tanto que los alumnos estaban divididos en soldados, cabos y sargentos.
En 1944 funcionaban trece centros oficiales de educación secundaria y normal, a los que asistían ochocientos sesenta alumnos.

#### Cultura y arte
El gobierno de Ubico Castañeda fue un período difícil para el medio artístico guatemalteco, ya que mantuvo al país alejado de buenos espectáculos, limitándolo al cinematógrafo y al paso esporádico de algunos grupos artísticos extranjeros. El presidente Ubico rechazaba las manifestaciones artísticas e intelectuales y las que podían presentarse tenían que pasar previamente por la censura del Gobierno. Como resultado, el país quedó limitado cultural y artísticamente, y estuvo aislado de las corrientes internacionales, excepto por el cinematógrafo, algunas variedades de circo, el ilusionismo y algunas compañías de teatro extranjeras.

### Infraestructura
Durante el gobierno de Ubico se edificaron muchas y variadas obras públicas, algunas de ellas representativas de la arquitectura guatemalteca. Entre las más notables figuran el Palacio Nacional, el Palacio de Comunicaciones, el Palacio de la Policía Nacional y los salones de la Feria de Noviembre —convertidos en museos y en la Dirección General de Caminos, respectivamente, luego del derrocamiento de Ubico— entre otros.

## Reelecciones e intentos para derrocarlo
Las reformas introducidas a la Constitución de la República por la Asamblea Constituyente reunida de mayo a julio de 1935, a iniciativa del Ejecutivo, acomodaron los preceptos de la Ley Fundamental a los postulados del régimen de general Ubico. Sobre la base de lo estipulado en la nueva Constitución, el 30 de julio de 1935 Ubico comunicó a sus aliados internacionales que de acuerdo a la consulta plebiscitaria de junio, continuaría en la Presidencia de la República más allá del 15 de marzo de 1937 y que la Asamblea Constituyente había decretado el 11 de julio de 1935 que el período constitucional del general Ubico terminaría el 15 de marzo de 1943.

### Complot de 1934

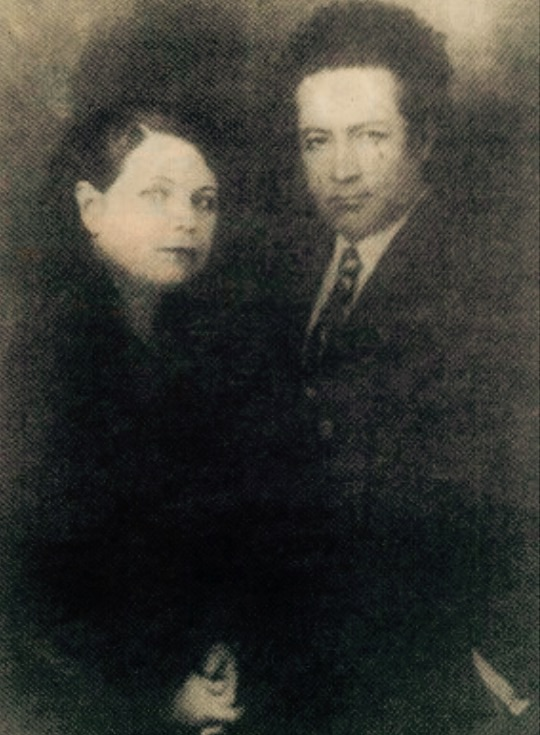
Efraín Aguilar Fuentes y su esposa, la poetisa Magdalena Spínola en 1930.

El 18 de septiembre de 1934, fueron ejecutados dentro de la Penitenciaría Central Efraín Aguilar Fuentes, Juventino Sánchez, Humberto Molina Santiago —que había intentado formar un partido político en Quetzaltenango para apoyar la candidatura del general Roderico Anzueto Valencia para las elecciones presidenciales— Rafael Estrada Guilles y el coronel Luis Ortiz Guzmán. Todos habían sido acusados de planear un complot para asesinar al presidente Ubico Castañeda.
En el libro El Jardín de las Paradojas, que escribió en 1935, el escritor guatemalteco Efraín De los Ríos acusó al director de la policía general Roderico Anzueto Valencia de incriminar a los supuestos conjurados. De acuerdo a De los Ríos, los hechos fueron los siguientes:
A principios de septiembre de 1934, cuando Ubico decidió a convocar a un plebiscito para que Guatemala decidiera si podría seguir otros seis años en el poder, el licenciado Efraín Aguilar Fuentes —director del Primer Registro de la Propiedad Inmueble— se negó a ser parte de los seguidores del presidente, y cuando este lo llamó a su despacho para recriminarle su actitud, Fuentes le dijo que estaba enterado de que el entonces director de la policía nacional, general Roderico Anzueto Valencia, se había apropiado ilícitamente de veintiocho propiedades y que por esa razón ya no apoyaría al Gobierno. Ahora bien, lo que Aguilar Fuentes no sabía en ese momento era que Anzueto Valencia solamente era testaferro del general Ubico en unas de esas propiedades.
En las semanas siguientes, Anzueto Valencia elaboró una lista de personas involucradas en una confabulación para asesinar al presidente, y entre ellas estaba el licenciado Aguilar Fuentes. Todos los conjurados fueron apresados y torturados, y sus confesiones arrancadas en las torturas fueron publicadas en el periódico El Liberal Progresista.
Por estas graves acusaciones, De los Ríos fue apresado en la Penitenciaría Central durante la mayor parte del resto del gobierno del general Ubico Castañeda.

### Atentado fallido de diciembre de 1940

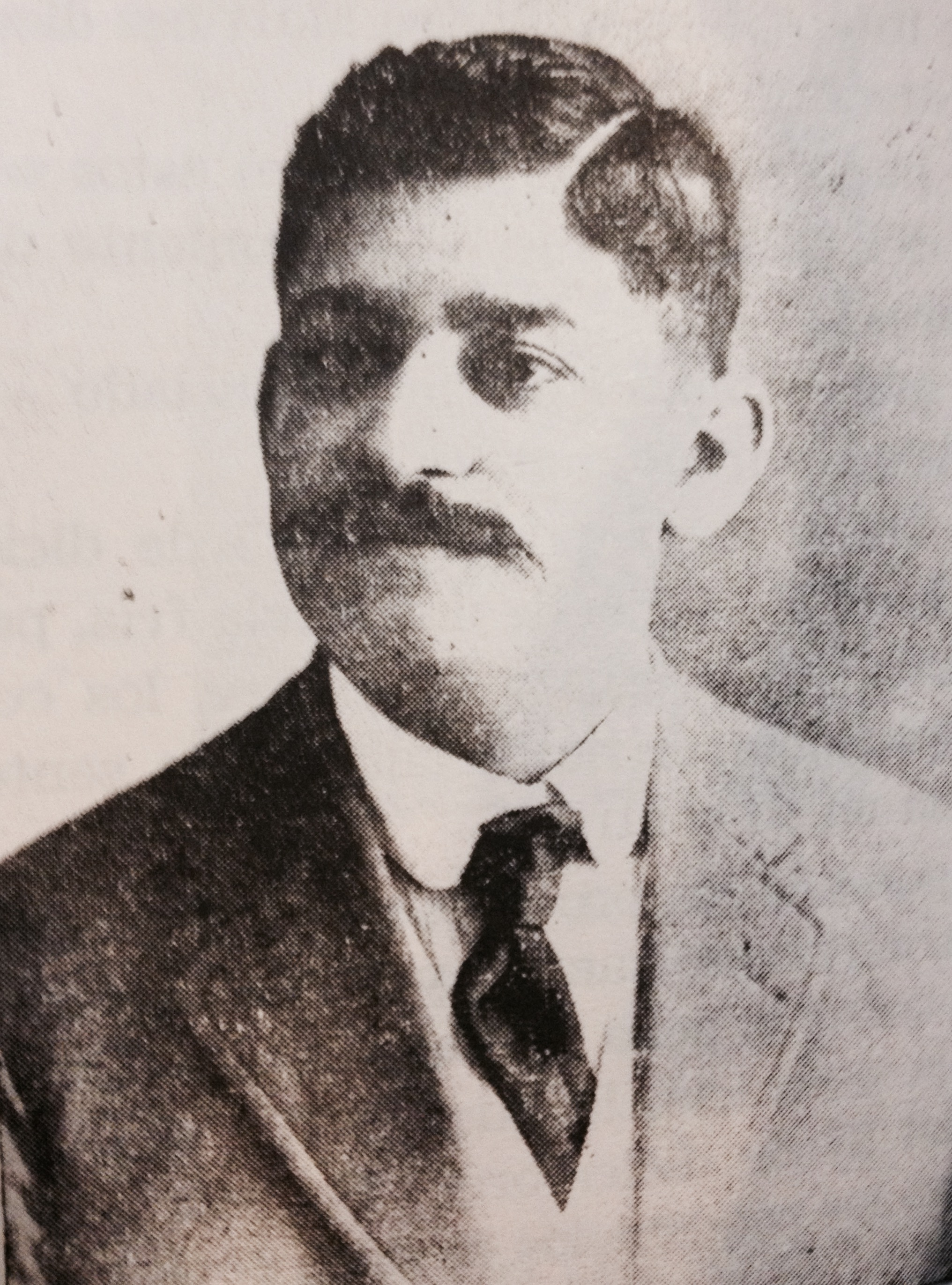
Silverio Ortiz, dirigente obrero guatemalteco.

En octubre de 1940, el Dr. Julio Carrillo Marín —que había sido de posición económica acomodada, pero al que el Gobierno había reducido a la indigencia por medio de trampas impositivas— y el sargento primero de la guarnición de Matamaros Carlos Santa Cruz Fonseca, planificaron un atentado en contra del presidente de Guatemala, el general Jorge Ubico; el atentado iba a consistir en que el sargento Santa Cruz iba a atacar a Ubico el 24 de diciembre de ese año, en forma similar a un ataque que había realizado el militar cubano Fulgencio Batista en la guarnición Columbia en 1933. Sabiendo que Silverio Ortiz Rivas no era partidario del presidente, el Dr. Carrillo le confió todos los detalles de la conjura; esta contaba únicamente con cabos y sargentos y no tenía ningún militar de alta graduación comprometido; Ortiz Rivas se dio cuenta de esta gran deficiencia y se lo hizo ver a Carrillo Marín. Ortiz Rivas también le comunicó a Carrillo Marín que miembros del partido conservador le habían prometido patrocinio financiero para las elecciones de 1943, cuando seguramente Ubico iba a intentar reelegirse, y que era mejor dejar el atentado en el olvido e intentar derrocar a Ubico por medio de la Constitución.
Luego de su conversación con Ortiz Rivas, Carrillo Marín se alejó de los conspiradores por un tiempo, pero cometió un error fatal: a finales de noviembre de 1940, se encontró con el coronel Bernardino García y cuando este se quejó de su situación en la milicia, Carrillo le indicó que no se preocupara, ya que pronto iba a cambiar la situación en Guatemala. García inmediatamente denunció a Carrillo, que fue aprehendido a los pocos días y llevado ante el propio presidente de la República, que le dijo que era la última advertencia que le hacía. A pesar de la fuerte amenaza, Carrillo Marín redobló sus esfuerzos en la conspiración, desconociendo que la policía secreta lo vigilaba desde el momento en que abandonó el despacho presidencial.
A Santa Cruz lo apresaron después de seguirlo al salir de la casa del doctor Carrillo; el general Ubico fue informado de todo y decidió ir en persona al fuerte de Matamoros en la madrugada del 24 de diciembre. Acusó a Santa Cruz de una falta menor, y ordenó que lo castigaran; una vez preso, detuvieron al resto de conspiradores. A todos los trasladaron a prisión y les aplicaron terribles torturas. Santa Cruz, presa de tremendos dolores, terminó delatando a sus compañeros de conjura.
Carrillo fue apresado en su casa de habitación el 24 de diciembre de 1940 y conducido a la Penitenciaría Central, donde otros confabulados lo vieron en estado deplorable por las torturas que había padecido. Por su parte, Ortiz Rivas estaba enfermo y recluido en un hospital; hasta allí llegó la policía a apresarlo el 24 de diciembre a las 8 de la mañana. Fue conducido a prisión y allí lo dejaron encerrado hasta después de la renuncia del general Ubico el 2 de julio de 1944.
En total, doce de los conjurados fueron brutalmente torturados,   juzgados en corte marcial y fusilados el 28 de diciembre de 1940 en el fuerte de Matamoros.

## Renuncia

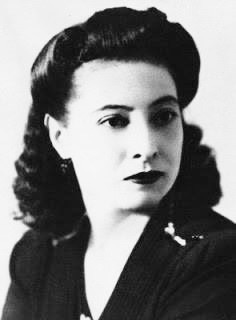
Profesora María Chinchilla Recinos en 1940. Su muerte durante la manifestación del 25 de junio de 1944 precipitó la renuncia del presidente Ubico Castañeda.

El 1 de junio de 1944, Ubico incrementó el salario de los empleados públicos en un 15 %, pero solo para aquellos que ganaban menos de 15 quetzales mensuales. Esto dejaba fuera a los maestros, que reaccionaron con una serie de protestas pacíficas con el fin de ser beneficiados con ese aumento. Por su parte, los estudiantes universitarios iniciaron marchas pacíficas para exigir la destitución de sus decanos, ya que, durante el gobierno de Ubico, la Universidad de San Carlos era dependencia del Ministerio de Instrucción Pública y las autoridades eran nombradas directamente por el presidente de la República. Ubico accedió a cambiar a los decanos, pero los sustitutos, nombrados por el presidente, no fueron del agrado de los estudiantes, quienes en consecuencia redoblaron sus protestas.

### La Carta de los 311
La Carta de los 311, llamada así porque contó con el aval de 311 firmas, principalmente de jóvenes universitarios, fue un documento enviado a Ubico tras la supresión de las garantías constitucionales que este ordenó luego de las protestas de los estudiantes universitarios. Se reproduce a continuación el texto de la misiva:
| Señor Presidente de la República: Los suscritos ciudadanos guatemaltecos, en ejercicio del derecho garantizado por el artículo 22 de la Constitución de la República, nos dirigimos a usted con las muestras de nuestro mayor respeto y exponemos: El día de hoy promulgó su gobierno el Decreto No. 3114, que restringe las garantías constitucionales. La parte considerativa de esta disposición consigna que elementos disociadores de tendencias nazi-fascistas perturban gravemente la paz de la República procurando obstaculizar al gobierno el mantenimiento del orden. Es por todos conocida la génesis de ese decreto, y la propia Secretaría Presidencial, en un boletín dado a publicidad en la prensa, la funda en la acción de problemas de orden interno de la Universidad. La opinión pública espontáneamente se ha solidarizado con las aspiraciones de los estudiantes en esta hora trágica en que la flor de la juventud de los países libres ofrendan sus vidas en defensa de los altos ideales de la humanidad y de la democracia, a cuya causa está afiliada nuestra patria. Es por ello doloroso ver que el Primer Magistrado de la Nación, sin duda basado en informaciones inexactas, tendenciosas e interesadas, haya lanzado a la juventud el grave cargo de nazi-fascismo. La juventud, señor Presidente, jamás vibra al impulso de mezquinas tendencias y, por el contrario, interpreta y encarna los ideales más limpios y las más nobles aspiraciones. La de Guatemala no es en este caso una excepción. Convencidos de la pureza de los ideales de la juventud universitaria guatemalteca, nos sentimos obligados, como ciudadanos conscientes, a solidarizarnos plenamente con sus legítimas aspiraciones. Es así como, movidos tan sólo por nuestro fervoroso patriotismo, venimos a rogar la ilustrada atención de usted acerca de los apremios de la hora actual y del imperativo del deber, sentido por todos, de que el Gobierno se encauce hacia metas prometedoras que aseguren el derecho y satisfagan las legítimas aspiraciones de la familia guatemalteca. El decreto de suspensión de garantías ha venido a crear una situación de intranquilidad y zozobra que agudiza la angustia de la hora en que vive la humanidad, en vez de asegurar la paz y el orden que pareció inspirarlo. La restricción de garantías crea una situación de hecho, en la cual el pueblo carece de medios legales para manifestar sus justos anhelos y es susceptible de provocar consecuencias funestas que, como guatemaltecos conscientes, seríamos los primeros en deplorar. Ante un régimen de derecho, la ciudadanía actúa dentro de la legalidad. Una situación de hecho engendra, tarde o temprano, una reacción de violencia. Con toda hidalguía reconocemos que la actual administración presidida por usted ha hecho, en lo material, obra constructiva. Empero, su labor, como todo lo humano, no ha llegado a satisfacer muchas aspiraciones populares por falta de medios de libre expresión. Alrededor de los gobernantes actúan y medran fuerzas burocráticas e intereses creados que se fortalecen con el transcurso de los años y que llevan al mandatario visiones falseadas de la realidad ambiente. Por esta razón debe desconfiarse siempre de las “adhesiones” que, nacidas del temor o del interés, llegan hasta el gobernante a través del mecanismo oficial, las cuales jamás presentan el auténtico “sentimiento popular”. Seguramente corresponderá a usted aquilatar muy pronto el valor de tales “adhesiones”, a diferencia de la genuina sinceridad que nos anima. Guatemala no puede substraerse a los imperativos democráticos de la época. Es imposible frustrar con medidas coercitivas los incontenibles impulsos de la generosa ideología que está reafirmándose en la conciencia universal a través de la más sangrienta de las luchas libradas entre la opresión y la libertad. Estamos seguros, señor Presidente, de que su espíritu comprensivo acogerá la presente gestión con el mismo interés patriótico que nos mueve a dirigírsela. Confiados en él, pedimos lo siguiente: 1o. El restablecimiento de las garantías suspendidas, para que el pueblo pueda gozar, sin demora, de la plenitud de sus derechos constitucionales; y 2o. Dictar las disposiciones pertinentes a fin de que tales garantías tengan plena efectividad. Guatemala, 22 de junio de 1944. |

Este memorial fue redactado en casa del doctor Julio Bianchi y firmado por 311 personas, entre quienes figuraban: Eduardo Cáceres Lehnhoff, Manuel Galich, Flavio Herrera, Julio César Méndez Montenegro, Carlos Federico Mora, y David Vela  Ubico no respondió favorablemente a esta carta, como se desprende de la segunda misiva que se le dirigiera pocos días después, en la cual se le exige su renuncia:
| Señor Presidente de la República: El día sábado 24 de junio, a las dieciséis horas, se presentó a usted un memorial suscrito por más de trescientas personas pidiéndole: a) el restablecimiento, sin demora, de las garantías constitucionales; y b) la plena efectividad de tales garantías. Hicieron la entrega de ese memorial, en nombre de los firmantes, los licenciados Federico Carbonell y Jorge A. Serrano, quienes, al día siguiente en la mañana, fueron llamados al Palacio Nacional con el objeto de que reunieran a un grupo de personas firmantes de la solicitud, a fin de discutir la forma más conveniente y patriótica de conjurar la gravísima situación creada en el país. Atendiendo esa insinuación y guiados únicamente por móviles del más puro interés patriótico, celebramos una junta con los secretarios Salazar, Anzueto, Sáenz de Tejada, González Campo y Rivas, y como única gestión posible por nuestra parte ofrecimos acercarnos a los diversos sectores representados en las manifestaciones populares, con el objeto de conocer en forma precisa todas y cada una de sus aspiraciones y transmitirlas al Gobierno de la República. Con ese exclusivo propósito solicitamos que se nos otorgaran por escrito las garantías necesarias: seguridad personal, libertad de prensa, de asociación y de libre expresión de palabra. Ninguna de ellas nos fue concedida, y el acta, que principiaba a redactarse, quedó inconclusa ante la imposibilidad de conciliar dos criterios totalmente opuestos: el nuestro, que consideraba indispensable para solucionar la aguda crisis del país la obtención de los medios indicados; y el del Gobierno, que apelaba a mantener inalterable la situación de fuerza creada por la suspensión de garantías y que se negaba a otorgarnos en lo personal las seguridades por escrito que tan de buena fe le solicitábamos. En vista de tales circunstancias, dimos por concluida nuestra misión. En la tarde del propio día de ayer, el Honorable Cuerpo Diplomático acreditado en el país se sirvió convocarnos al edificio de la embajada norteamericana para comunicarnos que el Gobierno de la República había solicitado abocarse con nosotros y conocer si estábamos en disposición de reanudar las conversaciones suspendidas esa mañana. Ante la situación, cada vez más tirante, y a pesar de que ya eran conocidos de todos los incalificables atropellos del mediodía, aceptamos la iniciativa del Gobierno y acudimos nuevamente a Palacio. Encontramos la misma actitud de intransigencia de parte de la Delegación del Gobierno, formada por algunos secretarios de Estado y de la Presidencia. Fueron inútiles todos nuestros razonamientos y esfuerzos por lograr del Gobierno las facilidades que pudieran acercarnos al éxito de la misión que se quería confiarnos y que, por aquellos deplorables sucesos, aparecía cada vez más remoto. Llegados a este punto, solicitamos entrevistarnos directamente con usted esperando encontrar mayor armonía con nuestro criterio. Usted, señor Presidente, recordará todas nuestras observaciones: la insistencia sincera y razonada con que le hicimos ver el origen popular y espontáneo del movimiento reivindicador que conmueve al país, provocado por los largos años en que el pueblo se ha visto privado del ejercicio de sus derechos; la necesidad ingente de restablecer las garantías ciudadanas; el distanciamiento real en que se ha mantenido usted del pueblo, debido a la falta absoluta de medios de libre expresión; de haberse creado hacia usted, en el país, por su actuación y la de sus colaboradores, más que un sentimiento de respeto, uno de temor individual e inseguridad social; la inconveniente centralización de las funciones públicas; el desequilibrio que significa la existencia de un Gobierno rico frente a un Pueblo pobre; la justificada impaciencia del pueblo de Guatemala ante la inmutabilidad de su Gobierno por el largo espacio de catorce años; su sistema de gobierno en pugna con las realidades del presente; la resistencia de su Administración a realizar las necesarias reformas sociales; los abusos de autoridad reiteradamente cometidos durante su administración; los perturbadores intereses creados entre sus servidores que han contribuido a falsearle la realidad ambiente; y, en fin, señor Presidente, todas aquellas circunstancias que han llevado al país a la presente situación de unánime protesta pública. En un principio, nuestras esperanzas se vieron alentadas por la actitud receptiva de usted ante la franqueza de nuestras expresiones, ante la sinceridad de nuestros propósitos y ante el común interés patriótico que en usted suponíamos. Nos manifestó usted que la única forma de gobernar al país es la que usted ha puesto en práctica; que no restituiría las garantías constitucionales; que la libertad de imprenta suponía la inseguridad del Gobierno; que la organización de partidos políticos de oposición era incompatible con el orden público y que no los permitiría mientras estuviera en el poder; que el actual movimiento de opinión tiene su origen en corrientes ideológicas que vienen de fuera. Ante nuestra más profunda sorpresa afirmó usted que, por su prestigio y experiencia gubernativa, su alejamiento del poder significaría el caos para Guatemala, dándonos la impresión de conceptuarse insustituible al frente de los destinos del país. Le reiteramos la solicitud ya hecha al Gabinete, de todos los medios necesarios para ponernos en contacto con la opinión pública y traerle una clara expresión de los deseos ciudadanos. Accedió usted únicamente a que, sin hacer reunión de clase alguna, nos pusiéramos en contacto en forma individual con personas de los distintos sectores y le transmitiésemos las verdaderas aspiraciones del pueblo guatemalteco. Para el debido cumplimiento de nuestra gestión patriótica, y con la única garantía que nos fue concedida por usted, salimos del Palacio a cumplir la misión que voluntariamente nos habíamos impuesto. ¡Cuál sería nuestra sorpresa al darnos cuenta de que, mientras parlamentábamos en Palacio, y el Honorable Cuerpo Diplomático estaba dedicado a las nobles funciones de Mediador, la Policía y la tropa acribillaban a balazos a hombres, mujeres y niños que pacíficamente desfilaban por las calles, entre cuyas damas se contaba doña Julieta Castro de Rölz Bennett, esposa de uno de nosotros! La indignación general por tan reprobables hechos era profunda e incontenible. La sangre de las víctimas robustecía las ansias de libertad. Considerábamos que la crueldad de la fuerza pública era insuperable obstáculo a nuestros propósitos, y así quedó confirmado al entrevistarnos con personas de los diferentes sectores sociales. Con tan dolorosa convicción volvimos a presencia del Cuerpo Diplomático y le expusimos el fracaso de nuestras gestiones, debido a los últimos acontecimientos, de los cuales ya estaba enterado ese Honorable Cuerpo, cuyos sentimientos humanitarios fueron de nuevo evidenciados. Esta mañana a las nueve horas fuimos llamados por el señor director general de Policía, quien, en cumplimiento de las instrucciones recibidas del señor Secretario de la Presidencia, nos notificó que la autorización que usted nos había otorgado quedaba sin efecto y que tendríamos que atenernos a las consecuencias emanadas del decreto de suspensión de garantías. La misión patriótica que habíamos aceptado quedaba definitivamente concluida por disposición del Gobierno. Como obligada consecuencia de los hechos narrados, consideramos que es nuestro deber ineludible, según lo acordado con usted, llevar a su conocimiento la expresión inequívoca de los anhelos populares que hemos podido palpar y que son el verdadero origen de la situación angustiosa por que atraviesa Guatemala. Tales aspiraciones se concretan visiblemente, palmariamente y de manera incontrovertible en la necesidad sentida por todos, como única solución patriótica y conveniente, la de que usted renuncie de forma legal a la Presidencia de la República. Protestamos al señor Presidente, en nuestra más alta calidad de ciudadanos, que lo que dejamos expuesto se ciñe por entero a la realidad de los hechos y del momento que vive nuestra Patria. Guatemala, 26 de junio de 1944. Firmas autógrafas: Ernesto Viteri B., José Rölz Bennett, Francisco Villagrán, Eugenio Silva Peña, Federico Carbonell, Federico Rölz Bennett. |

### Manifiesto de renuncia
Ante las anteriores misivas, y a causa del descontento popular generalizado, Ubico decidió renunciar el 1 de julio de 1944:
| Manifiesto del general Jorge Ubico al pueblo de Guatemala El día de hoy presenté a la Honorable Asamblea Legislativa la renuncia del cargo de presidente de la República. La presenté con carácter de irrevocable. Volveré así a la vida privada, después de consagrar al servicio del país mis energías y experiencia en la vasta labor de dirección de un gobierno de orden y progreso. Me retiro del poder dejando tras de mí una obra realizada que, si no llena ni hubiera llegado nunca a colmar mis aspiraciones de guatemalteco, es prueba no refutable del amor que como ciudadano profeso a mi patria y del cuidado que le dediqué como gobernante. Jamás mis antecesores tuvieron que hacer frente, como yo, a una época tan preñada de dificultades y peligros; y me satisface poder asegurar que los que juzguen mi actuación hoy y mañana, con espíritu ecuánime y sereno, ajustarán su veredicto a la medida de mis pretensiones. Un movimiento que empezaba a tomar caracteres de violencia, iniciado y proseguido hasta ahora por una minoría de los habitantes de la capital, me llevó a la decisión de resignar el mando, pues, a pesar del pequeño número de quienes se rebelaron como descontentos del régimen gubernativo, es manifiesto, en las peticiones que ellos me dirigieron, su deseo principal y unánime de que renunciara al ejercicio de la presidencia. Así lo hice, enseguida, sin dudas ni vacilaciones, porque en ningún momento del lapso de mi mandato abrigué el propósito de afirmarme en el poder contra la voluntad de mis condicionales. Al cesar en las fatigas y sinsabores del elevado cargo que acepté en cumplimiento de un deber de ciudadano, hago expresa mi gratitud para el pueblo leal que estuvo a mi lado en circunstancias prósperas y adversas, lo mismo que para los funcionarios y empleados que me prestaron meritoria ayuda; y formulo votos muy sinceros por la ventura de mi patria y la armonía entre mis ciudadanos. Guatemala, 1o. de julio de 1944 Jorge Ubico |

#### Motivaciones de la renuncia
Los escritores liberales han dicho que Ubico renunció para evitar un inútil derramamiento de sangre en el país. Sin embargo, los opositores al régimen de Ubico indican que lo hizo para darle un escarmiento a Guatemala y que por eso dejó en su lugar a los tres militares más beodos e incompetentes de su plana mayor: Eduardo Villagrán Ariza, Federico Ponce Vaides y Buenaventura Pineda.
| Cuentan que, cuando la situación estaba ya inclinándose a favor de la renuncia de Ubico Castañeda, los altos jerarcas del Ejército de Guatemala conferenciaron para determinar a quiénes nombrar para una comisión que le preguntara al presidente de la República a quién pensaba nombrar como su sucesor para tan alto cargo. Los militares determinaron que lo más prudente era comisionar para esto a los generales que tuvieran menos jerarquía dentro de la institución armada guatemalteca: Eduardo Villagrán Ariza, Federico Ponce Vaides y Buenaventura Pineda. Estos solicitaron la correspondiente entrevista con el presidente, la cual, aparentemente, transcurrió en términos como estos: —Permiso para hablar con el señor presidente. Ubico Castañeda, quien acostumbraba a no apartar la vista de sus documentos mientras atendía a sus visitantes, contestó sin mirarles: —Sí, ¿qué quieren? Los generales, temerosos, continuaron: —Entre los miembros de su plana mayor se quisiera saber, si en caso de que, ¡Dios no lo permita!, su excelencia llegara a faltar, quién consideraría usted que es el más apropiado para sucederlo. Sin pensarlo siquiera, Ubico Castañeda levantó la vista un momento y, señalándolos con su pluma fuente, contestó: —¡Ustedes tres! —Tomado de Entrevista con miembro de las juventudes universitarias que participaron en los sucesos de junio de 1944, realizada el 10 de abril de 1984. |

En realidad, lo más seguro es que sus razones para renuncia fueron ya sea su precaria salud o bien, el deseo de emular al general Rafael Carrera y retirarse solamente para que el mismo pueblo lo llamara nuevamente para rescatar a la nación. En todo caso, lo que ocurrió fue que le solicitó al general Roderico Anzueto Valencia que le eligiera a tres generales para que lo sucedieran y este eligió a aquellos que consideró que serían lo más fáciles de manejar: Federico Ponce Vaides, Eduardo Villagrán Ariza y Buenaventura Pineda; y, de hecho, el primer acto oficial de la nueva junta fue emborracharse para celebrar su buena fortuna.

### NovelaLos ojos de los enterrados, de Miguel Ángel Asturias
En su obra Los ojos de los enterrados, tercera y última entrega de la Trilogía bananera, Miguel Ángel Asturias plantea una teoría de por qué Ubico renunció a la presidencia de Guatemala. La novela relata una historia ficticia en la que dicha acción se debió a una huelga generalizada en las instalaciones de la UFCO, tanto en Bananera como en Tiquisate, seguida de un paro nacional y de protestas en la capital.
Aunque los movimientos que precipitaron la renuncia de Ubico en la vida real se dieron principalmente en la ciudad de Guatemala, la teoría de Asturias, si bien ficticia, resulta verosímil por los siguientes factores:
- Tras la caída del gobierno de Ponce Vaides en octubre de 1944, tanto la Junta Revolucionaria de Gobierno[n] como Juan José Arévalo, con su Código de Trabajo, y Jacobo Árbenz Guzmán[o] atacaron de frente los intereses de la UFCO y de sus compañías afiliadas, la IRCA y la Gran Flota Blanca.
- La «frutera» se encontraba de momento debilitada, ya que la Segunda Guerra Mundial no había terminado y la flota de aquella multinacional no estaba operando en su totalidad: algunos buques habían sido hundidos por submarinos alemanes, y otros eran utilizados para el traslado de pertrechos de guerra y tropas a los frentes.
- La política conocida como New Deal, del entonces presidente de Estados Unidos Franklin Roosevelt, no favorecía a las empresas multinacionales como la UFCO.[66]

## Exilio y muerte

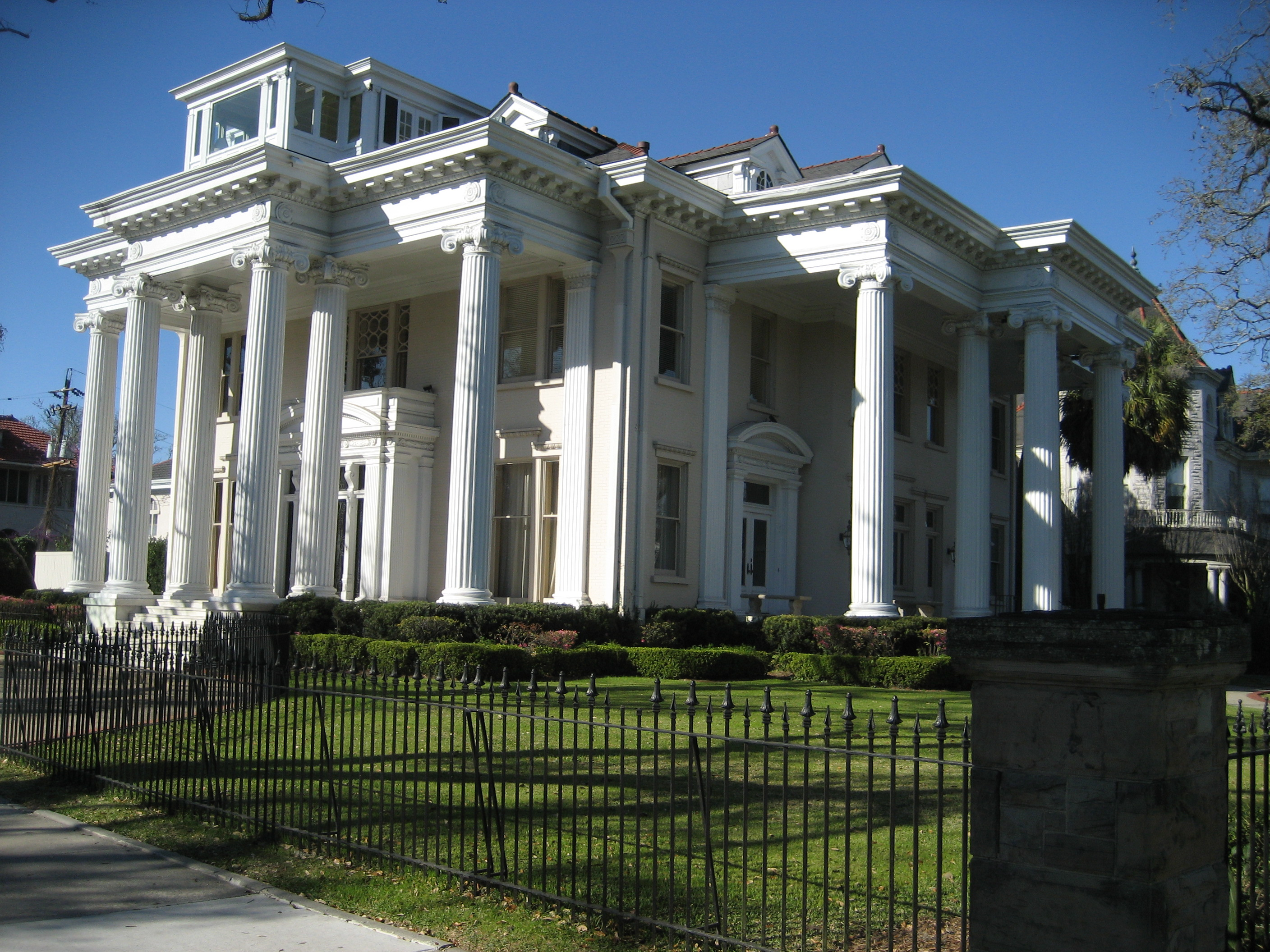
Casa del entonces presidente de la United Fruit Company, Samuel Zemurray, en Nueva Orleans, Estados Unidos. Ubico llegó como huésped de honor a Nueva Orleans gracias a sus servicios prestados a la «frutera» durante su gobierno y porque aquella ciudad era la sede de la UFCO en Estados Unidos —además de uno de los principales puertos de su Gran Flota Blanca—.

El 31 de mayo de 1946, el Congreso de la República emitió el decreto 245, que dice: «Considerando que el general Jorge Ubico violó la constitución entonces vigente al continuar en la primera magistratura por más tiempo del que estipulaba el artículo 66 de la misma; [...] que mantuvo al país incomunicado con el exterior y limitó en forma arbitraria la salida de los guatemaltecos; [...] que valiéndose de la preeminencia que se derivaba de su posición arrebató por precios irrisorios a algunos ciudadanos de sus patrimonios. A juicio del Congreso, estas razones hacen indigno de pertenecer al Ejército Nacional de la Revolución a Jorge Ubico. DECRETA: se cancelan los grados de general de brigada y de división al ciudadano Jorge Ubico».
Ubico Castañeda se había exiliado en Nueva Orleans (Luisiana) a finales de octubre de 1944, donde murió de cáncer de pulmón el 14 de junio de 1946. Tras la contrarrevolución de 1954 fue reinstaurado en el Ejército de Guatemala y durante el gobierno del coronel Enrique Peralta Azurdia se hicieron las gestiones pertinentes ante el Gobierno de los Estados Unidos para repatriar sus restos. Cuando el avión Boeing 707 de la línea aérea Pan American en que se transportaba su féretro ingresó al espacio aéreo guatemalteco fue escoltado por la cuadrilla Quetzal de la Fuerza Aérea de Guatemala hasta aterrizar en el Aeropuerto Internacional La Aurora. Desde allí fue transportado en hombros de antiguos oficiales y correligionarios y fue objeto de varios homenajes. Finalmente, fue sepultado en el Cementerio General de la Ciudad de Guatemala.

## Gobierno de Ponce y Revolución de Octubre
El general Federico Ponce Vaides estuvo en el poder únicamente durante ciento diez días y continuó con el uso de métodos típicos de regímenes autoritarios, dando instrucciones a la policía de atacar a sus adversarios. En aquellos días, El Imparcial publicó acerados editoriales contra las intenciones de Ponce Vaides de perpetuarse en el poder. A consecuencia de esto, el 1 de octubre el periodista Alejandro Córdova —fundador y director del periódico y antiguo adulador de Ubico convertido en crítico de Ponce— fue asesinado frente a su residencia en la capital. El crimen aceleró los preparativos del movimiento cívico-militar del 20 de octubre de 1944. Todos estos acontecimientos crearon consternación en la sociedad guatemalteca. El 20 de octubre de 1944, ocurrió un levantamiento popular en el que participaron abogados, maestros, obreros, estudiantes universitarios y una parte del ejército. Se desató así una lucha entre estos y el resto del ejército y la policía, que eran leales a Ponce Vaides. Tras estos sucesos, se difundió la noticia de que el presidente había solicitado asilo político en México y que el Gobierno había sido tomado por un triunvirato compuesto por un civil y dos militares: el comerciante Jorge Toriello Garrido, el mayor de línea Francisco Javier Arana y el capitán de escuela Jacobo Árbenz Guzmán.
El nuevo Gobierno de transición derogó los decretos que había establecido la administración anterior, convocó a una Asamblea Nacional Constituyente, que produjo una nueva carta magna, e instituyó la Junta Revolucionaria del 20 de octubre de 1944 con el propósito de garantizar a la ciudadanía guatemalteca un marco constitucional para llevar a Guatemala a una democracia representativa.
Entre los decretos más importantes que firmó la Junta Revolucionaria destacan:
- El Decreto 1, que disolvió la Asamblea Nacional y convocó elecciones de diputados para integrar la Asamblea Revolucionaria.
- El Decreto 7, que derogó el 1474 a partir del 1 de enero de 1945 y, por ende, anulaba el servicio personal (trabajo forzoso) como pago del impuesto de vialidad.
- El Decreto 14, que otorgó autonomía a la Universidad Nacional, que pasó a llamarse Universidad de San Carlos de Guatemala.